# Vapor Puerto de Buenos Aires
El vapor Puerto de Buenos Aires fue un buque mercante que tras ser requisado sirvió en la Armada Argentina durante las guerras civiles argentinas.

## Historia
Al producirse en 1873 un nuevo levantamiento de López Jordán en la provincia de Entre Ríos, el vapor a ruedas Puerto de Buenos Aires, remolcador de matrícula mercante con actividad en el puerto de la ciudad de Buenos Aires fue requisado por el estado argentino y con pabellón de guerra y al mando del piloto Juan A.Dailey fue destacado a la boca del río Uruguay con la misión de sumarse al control del tráfico fluvial e impedir la llegada de pertrechos a los revolucionarios.
Al finalizar dicho conflicto civil fue devuelto a sus propietarios pero al estallar la revolución de 1874, dirigida por Bartolomé Mitre, el remolcador fue nuevamente requisado y artillado rápidamente con dos colizas de hierro y tripulado por personal militar al mando del capitán de marina Juan Cabassa, participó en la búsqueda de la amotinada Paraná.
Rendida la nave rebelde, el Puerto de Buenos Aires permaneció al servicio de la Armada bajo el mando sucesivo del teniente Luis Leonetti (enero y febrero de 1875) y del capitán Ángel Castello (marzo y agosto). Durante ese período permaneció afectado a la vigilancia del río Uruguay en reemplazo del Coronel Paz.
Tras retirarse la artillería, el 25 de octubre de 1875 fue devuelto definitivamente a sus dueños reintegrándose a su operatoria en el puerto.